# Рахцин
Рахцин (пол. Rachcin) — село в Польщі, у гміні Бобровники Ліпновського повіту Куявсько-Поморського воєводства.
Населення — 324 особи (2011).
У 1975-1998 роках село належало до Влоцлавського воєводства.

## Демографія
Демографічна структура станом на 31 березня 2011 року:
|          | Загалом | Допрацездатний вік | Працездатний вік | Постпрацездатний вік |
| -------- | ------- | ------------------ | ---------------- | -------------------- |
| Чоловіки | 161     | 43                 | 106              | 12                   |
| Жінки    | 163     | 33                 | 99               | 31                   |
| Разом    | 324     | 76                 | 205              | 43                   |